# Sentiero della Pace
Il sentiero della Pace (in tedesco Friedensweg) è un percorso turistico-escursionistico lungo oltre 520 chilometri che collega lo Stelvio alla Marmolada e unisce in un unico tracciato molti luoghi e località lungo la linea ideale del fronte italo-austriaco della prima guerra mondiale.

## Storia
L'idea della realizzazione sul fronte trentino di un percorso sulle rovine dei sentieri della Grande Guerra venne a Walther Schaumann. Venne poi realizzato tra il 1986 e il 1991 dalla Provincia di Trento, tramite l'Agenzia del Lavoro. Successivamente interessò anche la Provincia di Vicenza col tratto nell'Altipiano dei Sette Comuni, che comprende alcune delle zone dove si combatterono le più aspre battaglie durante la guerra.

## Il tracciato

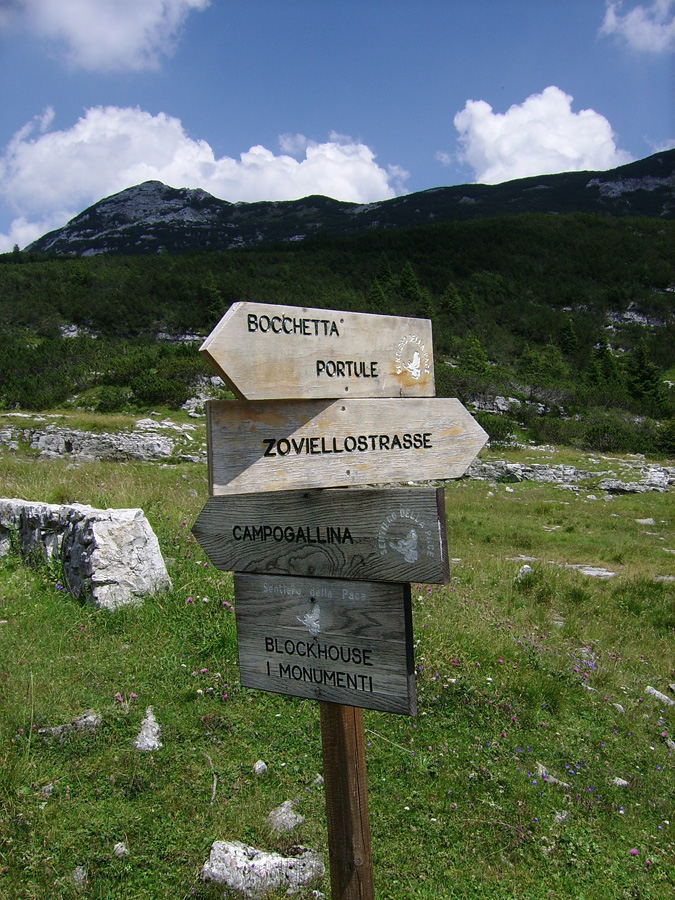
Tabelle lungo il Sentiero della Pace (al trivio "I Monumenti", verso Campo Gallina, Bocchetta Portule e la Zoviellostraße, Altopiano dei Sette Comuni)

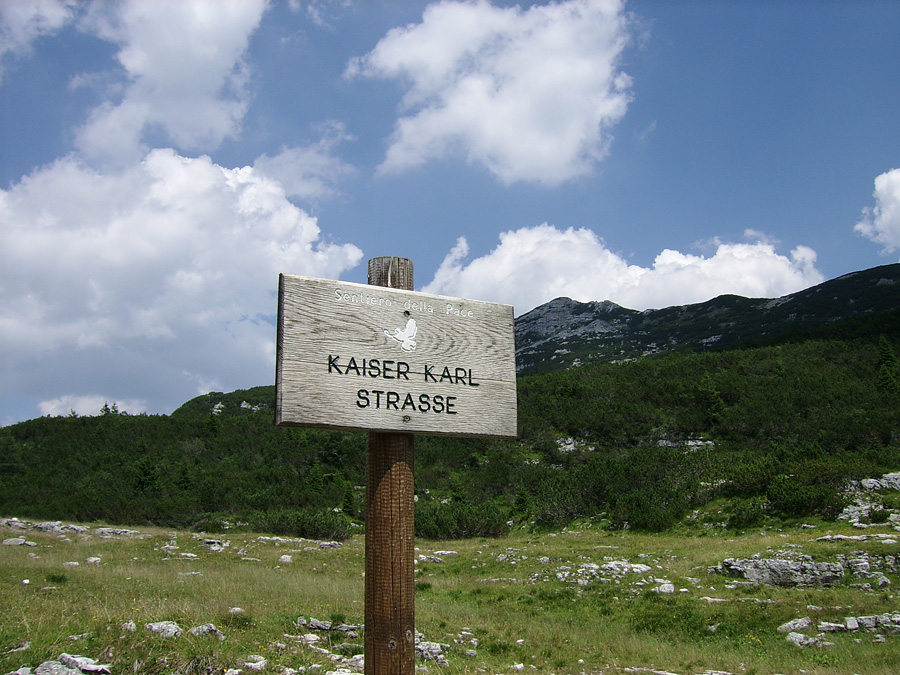
Sentiero della Pace nel tratto sulla Kaiser Karl Straße, Altopiano di Asiago

Il sentiero è contrassegnato da una colomba. Queste le otto aree di riferimento territoriale:
- 1º tratto: passo del Tonale – Cima Presanella
- 2º tratto: Adamello – Val Rendena - Val Giudicarie e Val Concei
- 3º tratto: Valle di Ledro – Alto Garda
- 4º tratto: Rovereto e Vallagarina
- 5º tratto: Altopiano di Folgaria ed Altopiano di Lavarone
- 6º tratto: Altipiano dei Sette Comuni
- 7º tratto: Valsugana - Lagorai
- 8º tratto: Valle di Fiemme e Val di Fassa

Nel secondo tratto del Sentiero della Pace, nel percorso che dal Rifugio Trivena raggiunge Lardaro, si trova il tratto della Via dei Serbi di Roncone che collega Malga Avalina e il Doss dei morti.

In vista del centenario della Grande Guerra il tracciato è stato oggetto di un programma di sistemazione, con posizionamento di nuova segnaletica.

## Cartografia
- 678 Sentiero della Pace (1:50000), Kompass - carte.